# 到達度評価
到達度評価（とうたつどひょうか）は、教育評価の一つで、評価に当たっての尺度の取り方からいうと、絶対評価のひとつとなる。クラスの他の生徒の成績や学習の成果とは無関係に、本人の出来次第で評価がされるもの。主に家庭科、音楽、保健体育など実技科目に用いられる。評価の基準は、教師が公表している到達目標を達成したかどうかである。
たとえば、水泳の学習では、顔を水に浸けることから始まって、プールのふちにつかまって、さらにはビート板でのバタ足、ビート板なし、顔を浸けてバタ足というふうに学習のステップがあるが、それをどこまで到達したかが成果の評価の目安となる。こうした到達目標のリストは、縄跳び、鉄棒、跳び箱、あるいは音楽でのリコーダーの学習などでもあり、そのリストに沿っての自己学習が出来る。なかには理科での科学実験の手順のようにグループ単位で学習するものもある。学習を自己管理し、計画を立てて努力していく姿勢が育まれるという利点があるが、反面、スポーツの技能のように元々ひどく不得手という種目では、目標が絶対的な壁となって、学習を早くから投げてしまうとか、授業では、心にゆとりのない、陰鬱な時間を余儀なくされてしまうという弊害もある。